# William Shatner

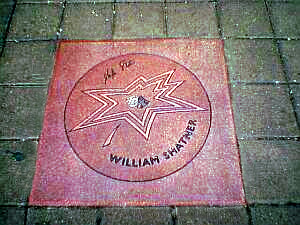
Gwiazda Shatnera w Kanadyjskiej Walk of Fame

William Shatner OC (ur. 22 marca 1931 w Montrealu) – kanadyjski aktor, wokalista i pisarz. Odtwórca roli kapitana Enterprise – Jamesa T. Kirka – w serialu Star Trek: Seria oryginalna (1966–1969) oraz w kolejnych siedmiu pełnometrażowych filmach serii Star Trek. Wystąpił w roli Denny’ego Crane’a, adwokata–legendy w serialu Orły z Bostonu (2004–2008), za w 2005 którą zdobył Złoty Glob dla najlepszego aktora drugoplanowego w serialu, miniserialu lub filmie telewizyjnym. Absolwent McGill University. 13 października 2021 odbył 10-minutowy lot w kosmos na pokładzie kapsuły New Shepard, wyniesionej rakietą Blue Origin, stając się najstarszym uczestnikiem lotów kosmicznych (w wieku 90 lat).
19 maja 1983 otrzymał własną gwiazdę w Alei Gwiazd w Los Angeles znajdującą się przy 6901 Hollywood Boulevard.

## Filmografia

### filmy fabularne
- 1958: Bracia Karamazow – Aleksiej Karamazow
- 1961: Wyrok w Norymberdze – Kapitan Harrison Byers
- 1973: Idź, zapytaj Alice (TV) – Sam
- 1979: Star Trek (Star Trek: The Motion Picture) – James T. Kirk
- 1982: Spokojnie, to tylko awaria (Airplane II: The Sequel) – podpułkownik Buck Murdock
- 1982: Star Trek II: Gniew Khana (Star Trek II: The Wrath of Khan) – James T. Kirk
- 1984: Star Trek III: W poszukiwaniu Spocka (Star Trek III: The Search for Spock) – James T. Kirk
- 1986: Star Trek IV: Powrót na Ziemię (Star Trek: The Voyage Home) – James T. Kirk
- 1989: Star Trek V: Ostateczna granica (Star Trek V: The Final Frontier) – James T. Kirk
- 1991: Star Trek VI: Wojna o pokój (Star Trek VI: The Undiscovered Country) – James T. Kirk
- 1993: Strzelając śmiechem (Loaded Weapon 1) – Generał Curtis Mortars
- 1994: Star Trek: Pokolenia (Star Trek: Generations) – James T. Kirk
- 1995: Trinity and Beyond jako narrator
- 1996: Przeklęta wyspa (TV) – potentat finansowy Chase Prescott
- 2000: Miss Agent (Miss Congeniality) – Stan Fields
- 2001: Osmosis Jones – major Phlegmming (głos)
- 2002: American Psycho II – Starkman
- 2002: Showtime – T.J. Hooker
- 2004: Zabawy z piłką – Dodgeball Chancellor
- 2005: Miss Agent 2: Uzbrojona i urocza (Miss Congeniality 2: Armed and Fabulous) – Stan Fields
- 2006: Dżungla – Kazar (głos)
- 2006: Skok przez płot – Ozzie (głos)
- 2007: Ognisty przybysz (TV) – producent wykonawczy
- 2008: Fanboys – on sam
- 2013: Rodzinka nie z tej Ziemi – Generał Shanker (głos)

### seriale TV
- 1957–1960: Alfred Hitchcock przedstawia – John Crane / Jim Whitely
- 1961: One Step Beyond – Carl Bremer
- 1964: Po tamtej stronie – Bryg. Gen. Jeff Barton
- 1965: Ścigany – Tony Burrell
- 1966: Gunsmoke – Fred Bateman
- 1966: Doktor Kildare – dr Carl Noyes / Toby Cunningham, M.D.
- 1966–1969: Star Trek: Seria oryginalna – James T. Kirk
- 1970–1974: Ironside – Bill Parkins / Don Brand / Marty Jessup
- 1971–1972: Mission: Impossible – Joseph Conrad / Thomas Kroller
- 1972: Hawaii Five-O – Sam Tolliver
- 1973: Barnaby Jones – Phil Carlyle / Fred Williams
- 1973–1974: Star Trek: Seria animowana – James T. Kirk (głos)
- 1974: Kung Fu – kpt. Brandywine Gage
- 1976: Columbo – detektyw Lucerne / Ward Fowler
- 1982: Police Squad! – Poisoned Man
- 1993: SeaQuest – prezydent Milos Teslo
- 1994: Columbo – Fielding Chase
- 1996: Bajer z Bel-Air w roli samego siebie
- 1996: Star Trek: Stacja kosmiczna – kpt. James T. Kirk
- 1998: Herkules – Jason Argonauta (głos)
- 1999–2000: Trzecia planeta od Słońca – Wielka Głowa, główny szef gdy złożył wizytę na Ziemi
- 2002: Futurama w roli samego siebie (głos)
- 2004: Kancelaria adwokacka – Denny Crane
- 2004–2008: Orły z Bostonu – Denny Crane
- 2008: Atomowa Betty – Jim Barrett
- 2010–2011: Jak ojciec coś palnie, to... – doktor Edison Milford „Ed” Goodson III
- 2011–2012: Świry – Frank O’Hara
- 2012: Nowe gliny – Henry McLeod
- 2013: Rozpalić Cleveland – Sally
- 2013: 85. ceremonia wręczenia Oscarów – James T. Kirk
- 2013: Kelly Clarkson’s Cautionary Christmas Music Tale – producent wykonawczy NBC
- 2015: Przystań – Croatoan
- 2015: Detektyw Murdoch – Mark Twain
- 2017: My Little Pony: Przyjaźń to magia – Grand Pear (głos)
- 2019: Teoria wielkiego podrywu w roli samego siebie

## Dyskografia
- The Transformed Man (1968)
- William Shatner Live (1977)
- Captain of the Starship (1978)
- Spaced Out: The Very Best of Leonard Nimoy & William Shatner (1996)
- Has Been (2004)
- Exodus: An Oratorio in Three Parts (2007)
- Seeking Major Tom (2011)
- Ponder the Mystery (2013)

## Publikacje
- William Shatner: Get a Life!. Atria Books, 1999. ISBN 978-0671021313.
- William Shatner: Leonard: My Fifty-Year Friendship with a Remarkable Man. Thomas Dunne Books, 2016. ISBN 978-1250083319.

## Odznaczenia
- Officer Orderu Kanady – nadanie 2017, wręczenie (inwestytura) 2019[8]
- FAA Commercial Space Astronaut Wings – Stany Zjednoczone, 2021[9]
- Universal Astronaut Insignia za lot suborbitalny (nr 31) – Stowarzyszenie Uczestników Lotów Kosmicznych (Association of Space Explorers(inne języki))[10]